# Battaglia di Beroia (1208)
La battaglia di Beroia (Битка при Боруй in lingua bulgara) ebbe luogo il mese di giugno 1208 vicino alla cittadina bulgara di Stara Zagora, e vide l'esercito bulgari di Boril sconfiggere quello di Enrico di Fiandra.

## Svolgimento della battaglia
Nell'estate del 1208, il nuovo imperatore bulgaro, Boril, continuò la guerra del suo predecessore Kaloyan contro l'impero latino, invadendo la Tracia orientale. Per tutta risposta, l'imperatore latino Enrico di Fiandra radunò un esercito a Selymbria (Silivri) e si diresse ad Adrianopoli (Odrin).
Saputa della marcia dei Crociati, i Bulgari si ritirarono in una posizione migliore nell'area di Beroia (Stara Zagora). Quella stessa notte, mandarono i loro prigionieri bizantini e le spoglie ottenute a nord dei Monti Balcani, e si mossero in formazione di battaglia verso il campo latino, privo di fortificazioni. L'attacco, improvviso, avvenne all'alba, e i soldati che vi si trovavano furono costretti a una lotta feroce per dare al resto dell'esercito il tempo di prepararsi alla battaglia. Le perdite latine furono comunque pesanti, soprattutto per mano degli arcieri bulgari, numerosi e di alta esperienza, che tiravano a quelli privi di armatura, mentre, intanto, la cavalleria bulgara circondò i fianchi dei Latini e attaccò la forza principale. Lo stesso Enrico sfuggì alla cattura, grazie a un cavaliere che tagliò la corda con cui era legato con la sua spada e lo protesse dalle frecce nemiche grazie alla sua armatura pesante. I Crociati furono comunque costretti dai cavalieri bulgari a ritirarsi a Filippopoli (Plovdiv) in formazione da battaglia.
La ritirata continuò per dodici giorni, durante i quali i Bulgari continuarono a infliggere perdite ai Crociati, soprattutto nella retroguardia, che fu salvata più e più volte dall'esercito principale dei Crociati. Solo quando si avvicinarono a Plovdiv, però, i Crociati accettarono battaglia, e i Bulgari vennero sconfitti.

## Riferimenti letterari
- (BG)  Йордан Андреев, Милчо Лалков, Българските ханове и царе, Велико Търново, 1996.